# Hamelin
Hamelin (în germană Hameln) este un oraș situat pe râul Weser din Saxonia Inferioară, Germania. Este capitala districtului Hameln-Pyrmont și are o populație de 58.696 locuitori (în 2006).
Hamelin este și poarta către munții Weserbergland, care îl înconjoară și care sunt foarte căutați de excursioniști și bicicliști.

## Istoric
Orașul este cunoscut pentru basmul Fluierașul din Hamelin, o poveste medievală, care narează tragedia prin care a trecut orașul în secolul al XIII-lea. Versiunea scrisă de Frații Grimm a făcut cunoscută povestea în toată lumea; basmul este și subiectul cunoscutelor poezii scrise de Goethe și Robert Browning.
Deși Hamelin are un oraș vechi medieval cu unele clădiri remarcabile, atracția sa principală este povestea Flautistului din Hamelin. În timpul verii, în fiecare duminică, povestea este interpretată pe scenă de actori în centrul orașului.
Hamelin s-a dezvoltat în jurul unei mănăstiri, care a fost înființată în anul 851. În zonă s-a format un sat, care a devenit oraș în secolul al XII-lea. Se spune că incidentul cu Flautistul din Hamelin s-a petrecut în 1284 și este posibil să aibă la bază un eveniment real, deși puțin diferit de cel din basm. În secolele al XV-lea și al XVI-lea, Hamelin a fost un membru minor al Ligii Hanseatice.
În iunie 1634, în timpul Războiului de Treizeci de Ani, Lothar Dietrich Freiherr von Bönninghausen, un general din Armata Imperială, a pierdut Bătătia de la Oldendorf contra General von Kniphausen suedez, când Hamelin a fost atacat de armata suedeză.
Hamelin era înconjurat de patru fortărețe, ceea ce i-a adus numele de "Gibraltarul Nordului". Era cel mai bine fortificat oraș din Regatul Hanover. Primul fort (Fort George) a fost construit între 1760–1763, al doilea (Fort Wilhelm) și al treilea au fost construite în 1774 și 1784, iar ultimul fort (numit Fortul Luise) a fost construit în 1806.
În 1808 Hamelin a fost predat fără luptă lui Napoleon, după ce Bătălia de la Jena-Auerstedt a fost pierdută. Toate zidurile istorice și turnurile de gardă au fost dărâmate de soldații lui Napoleon. În 1843, oamenii din Hamelin au construit un turn de agrement pe ruinele Fortului George de pe dealul Klüt. Turnul de agrement este numit "Klütturm" și este un loc căutat de turiști, cu o vedere uimitoare asupra orașului istoric.
O eră de prosperitate maximă a început în 1664, când Hamelin a devenit oraș de graniță fortificat al Ducatului de Brunswick-Calenberg. Orașul a devenit parte din Prusia în 1867.
În timpul celui de al Doilea Război Mondial, Închisoarea din Hamelin⁠(de)[traduceți] a fost folosit pentru detenția social-democraților, comuniștilor și a altor deținuți politici. Aproximativ 200 din ei au murit acolo; mai mulți au murit după aceea, când naziștii au trimis prizonierii în marșuri mortale în aprilie 1945 de teama unui atac al Aliaților. Imediat după război, Închisoarea din Hamelin a fost folosită de Forțele de Ocupație Britanice pentru detenția criminalilor de război germani. Unii dintre ei au fost spânzurați acolo, inclusiv Irma Grese, Josef Kramer și mai mult de o duzină dintre autorii crimelor de la Stalag Luft III. Ulterior, închisoarea a fost transformată în hotel.

## Subdiviziuni
- Afferde
- Hastenbeck
- Halvestorf
- Haverbeck

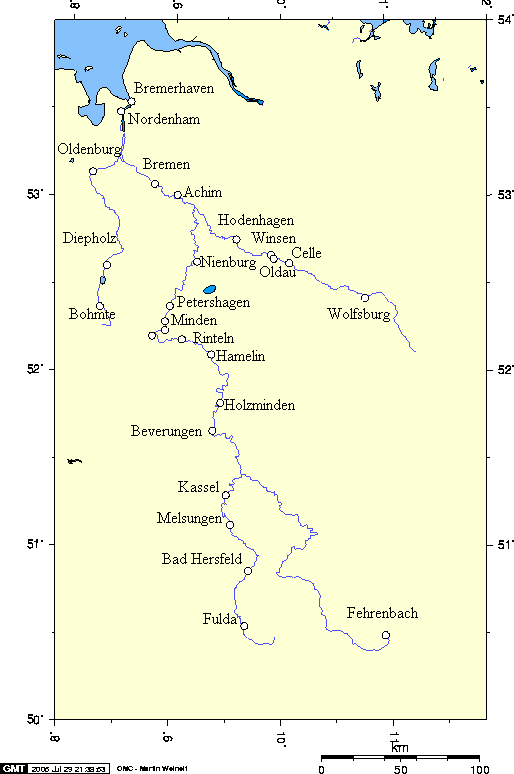
Watershed of the river Weser.

- Hilligsfeld (inclusiv Groß și Klein Hilligsfeld)
- Sünteltal (includiv Holtensen, Welliehausen și Unsen)
- Klein Berkel
- Tündern (pop. aroximativ 2,700),[5]
- Wehrbergen
- Rohrsen
- Welliehausen

## Populație istorică
| An   | Locuitori |
| ---- | --------- |
| 1689 | 2.398     |
| 1825 | 5.326     |
| 1905 | 21.385    |
| 1939 | 32.000    |
| 1968 | 48.787    |
| 2005 | 58.872    |

## Cetățeni cunoscuți
- Gluckel din Hameln
- Heinrich Bürger (1806–1858)
- Heinz Knoke (1923–1993)
- Karl Philipp Moritz
- Friedrich Wilhelm von Reden
- Peter the Wild Boy (găsit în 1725)
- Susan Stahnke (născută în 1967)
- Saint Vicelinus (1086–1154), născut în oraș[6]
- Grupul electronic Funker Vogt
- Johann Popken, fundator al companiei care a devenit Ulla Popken
- Friedrich Sertürner, primul care a separat morfina de opiu (1822-1841)

## Prezența armatei britanice
Hamelin este locul cazarmei în care a stat Regimentul 28 Ingineri până în vară, 2014.

## Galerie

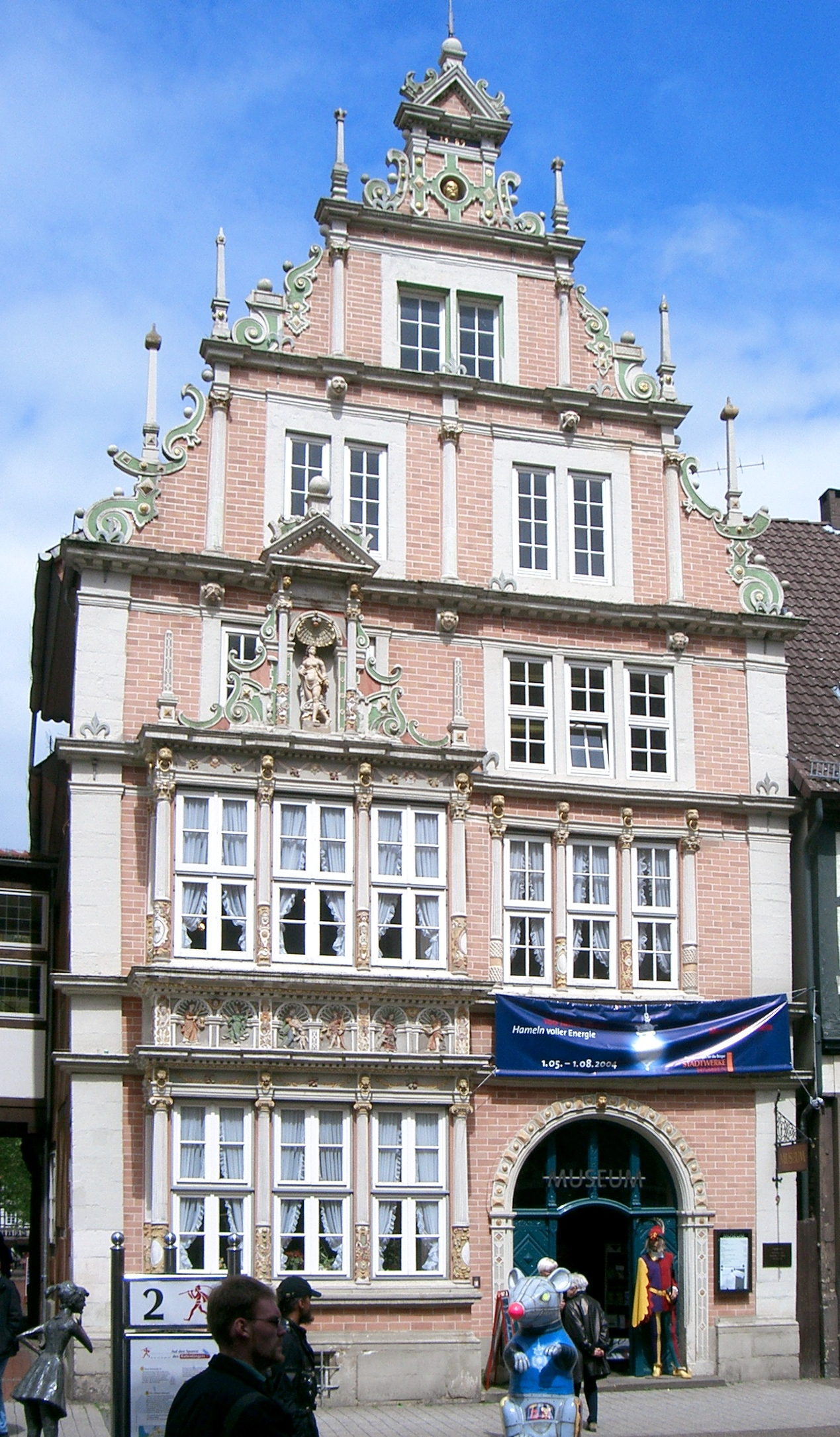
Hameln Leist-casă
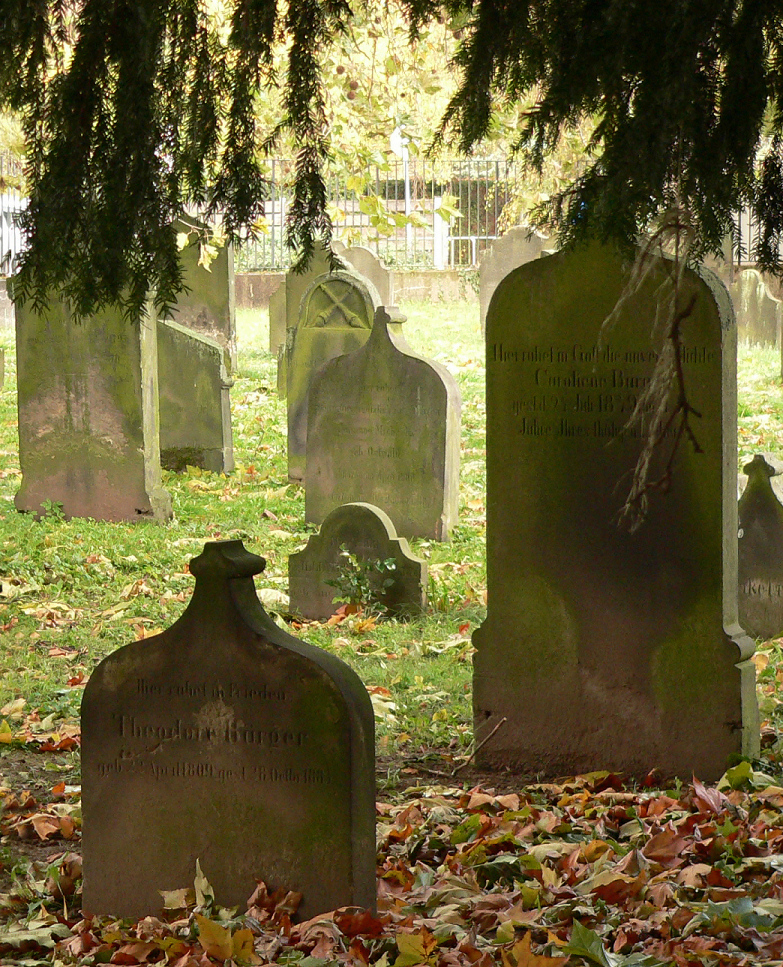
Cimitirul evreilor din Hameln
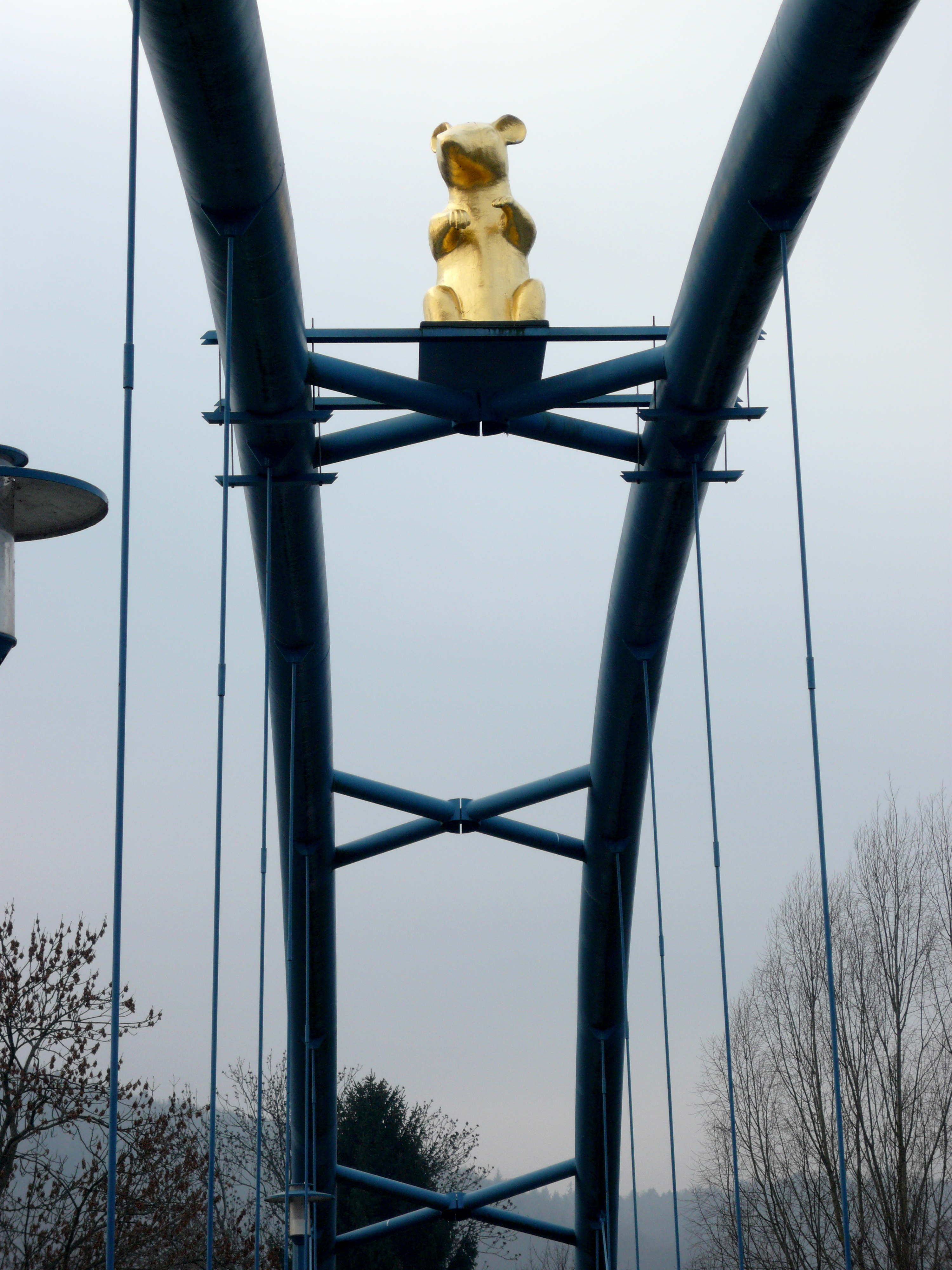
Șobolan de aur pe un pod peste Weser, din Hameln